# Gérard Gili
Gérard Gili (Marseille, 1952. augusztus 7. –) francia labdarúgókapus, edző.
Az elefántcsontparti válogatott szövetségi kapitányaként részt vett a 2008-as afrikai nemzetek kupáján és a 2008. évi nyári olimpiai játékokon.